# Pałac w Trzebielu
Pałac w Trzebielu – jeden z zabytków dawnego miasta, obecnie wsi Trzebiel, w województwie lubuskim. Obecnie w ruinie.

## Historia
Pałac został zbudowany w 1601 roku przez hrabiego Henryka Anzelma von Promnitza, zapewne na miejscu istniejącego tu wcześniej zamku. W 1729 roku Erdmann II Promnitz przebudował pałac w stylu barokowym. Od 1945 roku budynek nie jest użytkowany. W latach 1977–1977 w budynku zostały przeprowadzone prace remontowo-zabezpieczające. W 1991 roku rozpoczął się niedokończony remont, polegający na wymianie pokrycia dachu.

## Architektura
W obecnej formie pałac nosi cechy stylowe baroku i posiada renesansowe sklepienia na parterze. Zbudowano go na planie kwadratu o boku długości 22 metrów. Elewacja frontowa pałacu jest zwrócona w stronę wschodnią. Budowla o dwóch kondygnacjach posiada dach mansardowy. Fasada pałacu o pięciu osiach jest symetrycznie zaplanowana. W pionie charakteryzuje się zdwojonymi pilastrami w wielkim porządku. Na osi środkowej Znajduje się portal wejściowy, na którym oparty jest pseudobalkon. Powyżej jest umieszczona wysoka wystawka, ujęta spływającymi wolutami. Dodatkową dekoracją architektoniczną są opaski okienne ozdobione łukiem wklęsło-wypukłym oraz prostokąty o wklęsłych narożnikach umieszczone na osiach pomiędzy kondygnacjami. Elewacja zachodnia, także o pięciu osiach, podobnie jak fasada, jest ozdobiona pilastrami w wielkim porządku. Pozostałe elewacje, południowa o pięciu osiach i północna o sześciu osiach, są skromniej ozdobione. Ich dekoracja obejmuje jedynie opaski okienne opracowane podobnie jak w elewacji frontowej.